# پیو ۷۰۴۴۶
سیارک ۷۰۴۴۶ (به انگلیسی: 70446 Pugh، نامگذاری:1999TY13) هفتاد هزار و چهارصد و چهل و ششمین سیارک کشف شده‌است که در ۱۰ اکتبر ۱۹۹۹ کشف شد.